# تپه زیارت
تپه زیارت در ۱۰ کیلومتری شهرستان زهک، بخش مرکزی، دهستان خواجه احمد، ۴۰۰ متری جنوب غربی روستای ده نادر واقع شده و این اثر در تاریخ ۲۷ اسفند ۱۳۸۷ با شمارهٔ ثبت ۲۶۵۱۰ به‌عنوان یکی از آثار ملی ایران به ثبت رسیده است.